# Calanthe micrantha
Calanthe micrantha är en orkidéart som beskrevs av Rudolf Schlechter. Calanthe micrantha ingår i släktet Calanthe och familjen orkidéer. Inga underarter finns listade i Catalogue of Life.